# Carlos Espinosa de los Monteros y Sagaseta de Ilurdoz
Carlos Espinosa de los Monteros y Sagaseta de Ilúrdoz (Pamplona, 12 de abril de 1847-Madrid, 27 de mayo de 1928) fue un militar y diplomático español. Fue el primer marqués de Valtierra.

## Biografía
Era hijo del militar Francisco Javier Espinosa de los Monteros Azcona y nieto de Ángel Sagaseta de Ilurdoz Garraza, último síndico, asesor letrado, de las Cortes del Reino de Navarra. Fue el primer marqués de Valtierra, título instituido el 12 de junio de 1907. Desarrolló una brillante carrera militar, llegando a ser teniente general. Así mismo, fue nombrado embajador de España en París, hasta el 29 de diciembre de 1915, pasando entonces a ser capitán general de la VI Región Militar. Estuvo casado con María de los Dolores Bermejillo y García Menocal.
Tuvo siete hijos, Carlos y Eugenio Espinosa de los Monteros y Bermejillo, ambos militares; Fernando, diplomático, Álvaro, Jorge y Rafael, capitanes de navío; y María Jesús.